# Blitzkrieg (computerspel)
Blitzkrieg is een real-time strategy computerspel dat in 2003 werd uitgebracht door CDV en ontwikkeld is door Nival Interactive. Het spel speelt zich af in de Tweede Wereldoorlog, waar de speler de rol van commandant op zich neemt. De speler kan spelen als de Duitsers, Geallieerden of de Russen.